# Susono, Shizuoka
Susono (裾野市 Susono-shi) là một thành phố thuộc tỉnh Shizuoka, Nhật Bản.